# Іванна — жінка на папському престолі
«Іоанна — жінка на папському престолі» (англ. Pope Joan) — фільм 2009 року спільного виробництва Німеччини, Великої Британії, Італії та Іспанії. Знятий за романом «Папесса Іоанна» (англ. «Pope Joan») американської романістки Донни Вулфолк Кросс.

## Зміст
Іоанна — надзвичайно хоробра і честолюбна жінка, яка жила у середньовіччі. Її прагнення до влади було настільки велике, що вона зазіхнула на святе — папський престол. Приховавши свою стать, Іоанна аж два роки була головою католицької церкви. Ватикан не визнає цю історію правдою, але чутки та легенди розбурхують розуми вже понад тисячу років.

## Ролі
- Йоханна Вокалек — Папесса Іоанна / Pope Joan
- Девід Венхем — Герольд / Gerold
- Джон Гудмен — папа римський Сергій II / Pope Sergius
- Анатоль Таубман — Анастасій / Anastasius
- Едвард Петербрідж — Ескулапій / Aesculapius
- Ієн Глен — сільський священник